# Hans von der Groeben
Hans Georg Max Joachim von der Groeben (Langheim, 14 maggio 1907 – Rheinbach, 6 marzo 2005) è stato un funzionario, politico e giornalista tedesco.
È stato commissario europeo.

## Formazione
Von der Groeben nacque nella Prussia orientale, in territorio che attualmente fa parte della Polonia. Il padre era un proprietario terriero.
Von der Groeben studiò giurisprudenza e economia politica all'Università di Berlino, Bonn e Gottinga. Nel 1933, dopo avere superato gli esami di stato, divenne consulente del ministero per l'alimentazione e l'agricoltura e dal 1937 consulente e poi dirigente dell'unità per il credito e le cooperative.
Durante la seconda guerra mondiale servì come riserva nella Wehrmacht e venne nominato primo tenente.

## Rappresentante tedesco nei negoziati per CECA e CEE
Dopo la guerra venne nominato direttore del dipartimento del tesoro del governo della Bassa Sassonia.
Il ministro federale dell'economia Ludwig Erhard lo chiamò come collaboratore per gestire la creazione della Comunità europea del carbone e dell'acciaio. Dal 1953 von der Groeben rappresentò il governo tedesco nel comitato di coordinamento della CECA. Fu tra gli autori del "Rapporto Spaak" che chiedeva la creazione di una comunità economica europea. Alla conferenza di Bruxelles del 1956 fu vice capo della delegazione tedesca e presidente della commissione per il mercato comune.

## Commissario europeo
Quando vennero create la Comunità economica europea e la sua commissione, von der Groeben venne nominato commissario europeo per la concorrenza. In tale veste von der Groeben pose le basi della legislazione europea antitrust e promosse riforme del sistema dell'imposta sul valore aggiunto, dei sistemi di controllo della concorrenza e dei brevetti europei.
Von der Groeben fece parte di entrambe le commissioni Hallstein e anche della successiva Commissione Rey (1967-1970). In quest'ultima fu commissario europeo per il mercato interno e la politica regionale.

## Attività successive
Dopo la fine dell'esperienza nella Commissione europea von der Groeben collaborò come consigliere dell'Unione Cristiano-Democratica per le questioni europee.
Lavorò intensamente come pubblicista e giornalista.

## Vita personale
Von der Groeben si sposò nel 1934 ed ebbe tre figli.

## Riconoscimenti
- Laurea honoris causa dalla Johann Wolfgang Goethe-Universität di Francoforte sul Meno, 1967.